# خاچماز، اغوز
خاچماز (به ترکی آذربایجانی: Xaçmaz) یک منطقه مسکونی در جمهوری آذربایجان است که در شهرستان اغوز واقع شده‌است. خاچماز ۶۲۸۴ نفر جمعیت دارد. دهیاری خاچماز شامل روستاهای خاچماز و عبدل لی است.

## بومیان شناخته شده
- کوروغلو رحیموف - قهرمان ملی آذربایجان.[۳]